# Фердинанд, Рио
Ри́о Гэ́вин Фе́рдинанд (англ. Rio Gavin Ferdinand; родился 7 ноября 1978 года в Лондоне, Англия) — английский футболист и телевизионный комментатор. Выступал на позиции центрального защитника. Провёл 81 матч за сборную Англии и принял участие в трёх чемпионатах мира.
Фердинанд начал играть в футбол за молодёжные команды разных клубов, остановившись в конце концов на клубе «Вест Хэм Юнайтед», в котором пробился из молодёжного состава в основной состав и дебютировал в Премьер-лиге в 1996 году. Он стал любимцем болельщиков, выиграв приз «молотобоец года» (англ. Hammer of the Year) по итогам сезона 1997/98. Свой первый матч за национальную сборную он сыграл против команды Камеруна в 1997 году, став на тот момент самым молодым защитником, сыгравшим за сборную Англии. Своей игрой и потенциалом Рио привлёк внимание «Лидса», который купил Фердинанда за рекордные для клуба 18 млн фунтов. Проведя в «Лидсе» два сезона, он стал его капитаном в 2001 году.
В июле 2002 года Фердинанд перешёл в «Манчестер Юнайтед» за 30 млн фунтов, вновь побив клубный трансферный рекорд. В первом же сезоне в составе «Юнайтед» он выиграл Премьер-лигу. В 2003 году Рио отказался пройти обязательный тест на допинг, за что получил восьмимесячную дисквалификацию (начиная с января 2004 года), пропустив половину сезона в Премьер-лиге, а также Евро-2004. После окончания дисквалификации он твёрдо закрепился в основном составе «Манчестер Юнайтед» и заслужил признание своими выступлениями, несколько раз попав в состав «команды года» по версии ПФА. Он выиграл Премьер-лигу в сезонах 2006/07, 2007/08, 2008/09, 2010/11 и 2012/13, а также Лигу чемпионов в 2008 году. В марте 2008 года Фердинанд впервые вывел на поле сборную Англии с капитанской повязкой.
В семье Фердинандов много футболистов: родной брат Рио Энтон Фердинанд также играл на позиции центрального защитника, а двоюродный брат Лес Фердинанд был нападающим. Кроме игры в футбол Рио участвовал в ряде музыкальных и телевизионных проектов, включая серию передач Rio’s World Cup Wind-Ups (в формате шоу Эштона Кутчера «Подстава»). В настоящее время является телевизионным экспертом и комментатором на канале BT Sport.

## Начало карьеры

### Детские годы и учёба
Рио Гэвин Фердинанд родился 7 ноября 1978 года в лондонском районе Камберуэлл, в семье Дженис Лавендер, женщины со смешанным ирландско-английским происхождением, и сент-люсийца Джулиана Фердинанда. Фердинанд вырос в большой семье. И мать, и отец Рио работали, чтобы прокормить семью: мать была детской няней, а отец — портным. Они никогда не состояли в официальном браке, а когда Рио было 14 лет, его родители разошлись. Дети остались с матерью, но отец остался жить неподалёку и принимал активное участие в воспитании детей, часто устраивая для них футбольные тренировки в местных парках. Рио посещал начальную школу «Камелот» и был довольно буйным ребёнком. Среди кумиров его детства были Майк Тайсон и Диего Марадона.
Рио с детства привык жить без роскоши, так как вырос в Пекеме, криминализированном районе Лондона, половина жителей которого находится за чертой бедности. В районе нередки были случаи жестоких преступлений, например, убийство нигерийского школьника Дамилолы Тейлора. Родители научили Рио избегать опасных ситуаций и Фердинанду удалось избежать тесного знакомства с тёмной стороной Пекема. В школе Рио больше всего любил математику, а также обнаружил в себе способности выступать перед публикой, сыграв в школьном спектакле «Багси Мэлоун». Ещё в школе он проявил себя хорошим футболистом и начал мечтать о профессиональной футбольной карьере.
Будучи ребёнком, я всегда хотел сделать что-то необычное, любая деятельность мне быстро надоедала — даже футбол или прогулки с друзьями. Путешествия подальше от дома, встречи с новыми людьми… Я наслаждался этим.
Оригинальный текст (англ.)I always as a kid wanted to do something different... I'd get bored very easily — even playing football or hanging around with my mates. So travelling away from home, meeting new people... I enjoyed it.
Рио перешёл в Блэкхитскую военную школу, которая находилась в отдалении от его дома, с целью встретить новых друзей и адаптироваться в новом окружении. Второй год его учёбы в школе был омрачён убийством одноклассника Рио, Стивена Лоуренса. Эта трагедия демонстрировала высокий уровень насилия в окружающем обществе. Фердинанду нравилось физическое выражение своих эмоций: кроме игры в футбол, он занимался гимнастикой, посещал драматический и театральный кружок, а также занимался балетом. Он был способным ребёнком: к 10 годам его уже пригласили на тренировку в академию «Куинз Парк Рейнджерс», а в 11 лет он выиграл грант на посещение Центральной школы балета в Лондоне. Он с энтузиазмом посещал занятия по балету и на протяжении четырёх лет ездил в центр города в балетную школу, занятия в которой проводились четыре раза в неделю. Эти занятия, безусловно, улучшили его физические навыки удержания равновесия, но Рио мечтал о футбольной карьере.

### Выступления за молодёжные команды
Выдающиеся футбольные способности Фердинанда проявились ещё в детстве: когда Рио было 11 лет, его тренер, Дэвид Гудвин, заявил: «Я буду называть тебя Пеле, сынок… мне нравится, как ты играешь». Фердинанд регулярно играл за различные молодёжные команды. В «Элтем Таун» он выступал на позиции атакующего полузащитника, но скауты команды увидели в юноше качества центрального защитника. Молодой футболист тренировался с молодёжными командами таких клубов как «Чарльтон Атлетик», «Челси», «Миллуолл» и «Куинз Парк Рейнджерс». Фердинанду всегда нравилось посещать новые места, и однажды он совершил поездку на север, проведя каникулы на тренировочной базе «Мидлсбро».
В 1992 году талантливого юношу заметил скаут «Вест Хэм Юнайтед» Фрэнк Лэмпард-старший, после чего Рио перешёл академию «молотков». Свой первый молодёжный контракт он заключил в январе 1994 года и тренировался вместе с такими игроками, как Фрэнк Лэмпард, в академии «Вест Хэма». Кроме выступлений на клубном уровне 16-летний Фердинанд был вызван и сыграл в составе молодёжной сборной Англии на чемпионате Европы по футболу.

## Профессиональная карьера

### «Вест Хэм Юнайтед»
Фердинанд постепенно пробился из молодёжного состава в основной и подписал с клубом профессиональный контракт. Свой первый матч за основной состав команды Рио сыграл 5 мая 1996 года, выйдя на замену Тони Котти в финальном матче сезона против «Шеффилд Уэнсдей». Матч завершился ничьей со счётом 1:1. В ноябре 1996 года Фердинанд перешёл в «Борнмут» на правах аренды. Он провёл за «вишней» 10 игр, после чего вернулся в «Вест Хэм», где и отыграл остаток сезона. 1 февраля 1997 года Рио забил свой первый гол в профессиональной карьере, отличившись в матче Премьер-лиги против «Блэкберн Роверс», проигранном «молотками» со счётом 2:1. Летом запрос по трансферу Фердинанда сделал чемпион Англии «Манчестер Юнайтед», однако «Вест Хэм» отклонил предложение манкунианцев.
В сезоне 1997/98 20-летний Фердинанд стал игроком стартового состава «Вест Хэм Юнайтед», он сыграл 35 матчей в английской Премьер-лиге. В мае 1998 года Рио получил приз «Молотобоец года» (англ. Hammer of the Year), обойдя полузащитника Стива Ломаса.

### «Лидс Юнайтед»
В ноябре 2000 года Фердинанд перешёл в «Лидс Юнайтед» за 18 млн фунтов, что составило британский трансферный рекорд. Кроме того, Рио стал самым дорогим защитником в мировом футболе. Дебют Фердинанда за «павлинов» оказался неудачным: гостевое поражение от «Лестер Сити» (3:1), но в итоге «Лидс» провёл удачный сезон, заняв 4-е место в Премьер-лиге и добравшись до полуфинала Лиги чемпионов. В четвертьфинале Рио забил гол в ворота «Депортиво» (игра завершилась со счётом 3:0), который в итоге и вывел йоркширцев в следующую стадию. В августе 2001 года, перед началом нового сезона, он стал капитаном «Лидса».
В сезоне 2001/02 «Лидс Юнайтед» финишировал чуть хуже, на 5-м месте. Рио впервые за карьеру был включён в «команду года» по версии ПФА (другой центральный защитник — Сами Хююпя из «Ливерпуля»)".

### «Манчестер Юнайтед»

#### 2002—2006
22 июля 2002 года Рио Фердинанд заключил пятилетний контракт с «Манчестер Юнайтед». Его трансфер стал самым дорогим в истории британского футбола, а Рио вновь стал самым дорогим защитником в мире (ранее им являлся Лилиан Тюрам). Сумма трансфера включала «базовый элемент» (более 20 млн фунтов), а также дополнительные платежи, потенциально повышающие сумму трансфера до более чем 30 миллионов. Позднее «Лидс Юнайтед», находясь в условиях недостатка финансовых ресурсов, решил взять сумму одним платежом, а не серией платежей, которые могли быть выше. В результате фактический трансфер Фердинанда в «Манчестер Юнайтед» с учётом всех платежей составил 33 млн фунтов. Эта сумма включает агентские вознаграждения; если не считать их, «Лидс» получил 29,1 миллиона фунтов.
Рио дебютировал за «красных дьяволов» 27 августа в матче квалификационного раунда Лиги чемпионов против венгерского «Залаэгерсега». «Юнайтед» разгромил венгров 5:0 и прошёл дальше, а Фердинанд был заменён во втором тайме. В сезоне 2002/03 Фердинанд стал игроком стартового состава «Манчестера», он помог команде завоевать чемпионский титул, который годом ранее манкунианцы уступили «Арсеналу». Рио сыграл в обоих матчах 1/4 финала Лиги чемпионов, куда «Манчестер Юнайтед» вышел после двух групповых этапов. «Юнайтед» уступил мадридскому «Реалу» (общий счёт 6:5), а матч на «Олд Траффорд» считается одним из лучших поединков в истории Лиги чемпионов. Журналисты отметили не слишком уверенную игру Фердинанда как в первой части противостояния двух клубов, так и во второй.
23 сентября 2003 года Фердинанд пропустил обязательный тест на допинг, заявив впоследствии, что просто «забыл о нём», так как был занят переездом в другой дом и увлёкся покупками. Дисциплинарный комитет ФА под председательством Барри Брайта наложил на футболиста восьмимесячную дисквалификацию, начиная с января 2004 года, которая распространялась как на клубный, так и международный уровень, а также штраф в размере 50 000 фунтов. Это означало, что Рио пропустит остаток сезона 2003/04 и начало сезона 2004/05, а также чемпионат Европы 2004 года. «Манчестер Юнайтед» подал апелляцию против этого решения ФА, ссылаясь на процесс против игрока «Манчестер Сити» Кристиана Негуаи, который был всего лишь оштрафован на 2000 фунтов за пропуск допинг-теста. Президент ФИФА Зепп Блаттер заявил, что подобные сравнения некорректны, так как существует значительное отличие между этими инцидентами. Негуаи попал в автомобильную пробку, но собирался пройти тест, тогда как Фердинанд обвинялся в отказе от прохождения теста. И ФА, и ФИФА заявили о намерении увеличить дисквалификацию до 12 месяцев (половина от возможного максимума). Но в итоге был сохранён изначальный вердикт с дисквалификацией в 8 месяцев.
Рио вернулся в игру 20 сентября 2004 года в дерби против «Ливерпуля» на «Олд Траффорд» (2:1), его игра заслужила похвалу главного тренера манкунианцев сэра Алекса Фергюсона. До конца сезона Фердинанд пропустил лишь 2 матча английской Премьер-лиги, в которой «Манчестер Юнайтед» занял третье место. Уже тогда он начал появляться на поле в качестве капитана «Юнайтед», например в известном матче против «Арсенала» на «Олд Траффорд», когда «красные дьяволы» прервали 49-матчевую беспроигрышную серию «канониров». Капитан «Манчестера» Рой Кин пропускал принципиальный матч из-за гриппа, и повязку надел Фердинанд.
В последнем матче сезона 2004/05 Рио сыграл все 120 минут в финале Кубка Англии, где «красные дьяволы» уступили «Арсеналу» в серии послематчевых пенальти. Летом 2005 года «Манчестер Юнайтед» заключил новый четырёхлетний контракт с Фердинандом.
14 декабря 2005 года Фердинанд забил свой первый гол за «Юнайтед», открыв счёт в матче английской Премьер-лиги против «Уигана» (4:0). 22 января 2006 года Рио забил единственный и победный мяч «Ливерпулю» ударом головой после подачи Райана Гиггза. «Красные дьяволы» финишировали на втором месте в Премьер-лиге, окончательно выбыв из чемпионской гонки после поражения от «Челси» в 37-м туре (3:0). До этого, в феврале 2006 года, «Манчестер Юнайтед» выиграл Кубок Футбольной лиги; Рио Фердинанд вышел в стартовом составе на финальный матч, закончившийся разгромом «Уигана» всё с тем же счётом 4:0. Всего за сезон 2005/06 Рио провёл 52 матча, из них 37 в рамках розыгрыша английской Премьер-лиги.

#### 2006—2010
22 октября 2006 года Рио Фердинанд вновь забил в ворота «Ливерпуля» в дерби на «Олд Траффорд», закончившемся победой хозяев со счётом 2:0. По ходу сезона 2006/07 партнёром Фердинанда в центре обороны стал сербский защитник Неманья Видич, который был куплен незадолго до этого в зимнее трансферное окно. «Блистательный» дуэт Видича и Фердинанда стал основным для «красных дьяволов» на ближайшие несколько лет, заслужив лестные отзывы экспертов и прессы, считавших надёжную игру центральных защитников одной из главных причин успехов «Манчестер Юнайтед». Первым из них стала победа в Премьер-лиге-2006/07: «Юнайтед» вернул чемпионский титул спустя 4 года, оставив позади «Челси» и «Арсенал». После впечатляющих и стабильных выступлений в чемпионате Рио попал в «команду года» по версии ПФА.
В Лиге чемпионов «Манчестер Юнайтед» добрался до полуфинала, проиграв там «Милану» с общим счётом 5:3. Рио пропустил оба полуфинальных матча из-за травмы паха, полученной в ничейном матче против «Мидлсбро» (1:1) 21 апреля 2007 года. Он не играл две недели и вышел на поле 5 мая в манчестерском дерби, а после — в финале Кубка Англии, первом на обновлённом «Уэмбли»; «Манчестер Юнайтед» уступил «Челси», пропустив единственный гол в овертайме за несколько минут до финального свистка.
На старте сезона 2007/08, благодаря скоординированным действиям защиты и вратаря, «Юнайтед» сыграл шесть матчей подряд «всухую» в Премьер-лиге, пропустив гол лишь 20 октября 2007 года в начале матча против «Астон Виллы» на «Вилла Парк». В этом же матче Фердинанд забил свой первый гол в сезоне, который стал третьим голом «Юнайтед» в этой игре: после удара левой ноги Рио мяч рикошетом от одного из защитников «Виллы» залетел в ворота хозяев. Всего три дня спустя Фердинанд забил свой первый гол в Лиге чемпионов, ударом головой открыв счёт в матче против «Динамо Киев». «Юнайтед» доминировал в этом матче и выиграл его со счётом 4:2.
12 января 2008 года Фердинанд забил гол в ворота «Ньюкасла», когда «красные дьяволы» разгромили соперника со счётом 6:0 на «Олд Траффорд».
В четвертьфинальном матче Кубка Англии против «Портсмута» 8 марта 2008 года Фердинанду пришлось встать в ворота после того, как Эдвин ван дер Сар покинул поле с травмой паха, а вышедший ему на замену Томаш Кушчак был удалён и в ворота «Юнайтед» был назначен пенальти. Фердинанд угадал направление удара, но не смог отбить удар Салли Мунтари с одиннадцатиметровой отметки. «Манчестер Юнайтед» вылетел из Кубка Англии.
6 апреля 2008 года в матче с «Мидлсбро» Фердинанд получил травму ноги и, хромая, покинул поле. Его участие в ответном четвертьфинальном матче Лиги чемпионов с «Ромой» 9 апреля было под вопросом. Тем не менее, он отыграл в этом матче все 90 минут, хотя в перерыве ему наложили три шва.
После апрельского поражения «Юнайтед» от «Челси» в Премьер-лиге со счётом 2:1 Фердинанд, раздражённый результатом, обрушился с руганью на стюардов «Челси» и собирался пнуть стену в туннеле, но вместо этого ударил женщину-стюарда, Трейси Рэй. Фердинанд заявил, что он едва коснулся её своей бутсой. Тем не менее, впоследствии он извинился перед потерпевшей и послал ей букет цветов.
Несмотря на слухи о возможном переходе Фердинанда в «Барселону», 16 апреля 2008 года было объявлено, что Рио, наряду с Майклом Кэрриком и Уэсом Брауном, подписал с клубом новый пятилетний контракт, который будет приносить ему около 130 000 фунтов в неделю. Контракт был официально подписан 15 мая 2008 года. За четыре дня до этого «Юнайтед» гостевой победой над «Уиганом» (0:2) оформил второе чемпионство подряд и третье за время пребывания Рио в команде.
21 мая 2008 года Фердинанд вывел «Манчестер Юнайтед» с капитанской повязкой на финальный матч Лиги чемпионов 2008 против «Челси». «Манчестер Юнайтед» победил в этом матче по пенальти и в третий раз в своей истории выиграл Кубок европейских чемпионов. Фердинанд поднял трофей над головой вместе с Райаном Гиггзом, так как последний был капитаном «Юнайтед» на протяжении большей части сезона, тогда как Гари Невилл пропустил это время из-за травмы.
В начале сезона 2008/09 Фердинанд сыграл в Суперкубке Англии с «Портсмутом» (победа «красных дьяволов» в серии пенальти) и Суперкубке УЕФА против петербургского «Зенита» (здесь сильнее были питерцы, 2:1). 21 декабря 2008 года Рио вновь в качестве капитана «Манчестер Юнайтед» принял участие в финале Клубного чемпионата мира; манкунианцы почти тайм играли в меньшинстве, но смогли победить благодаря голу Уэйна Руни. 26 декабря на разминке перед матчем Премьер-лиги со «Сток Сити» Фердинанд получил травму спины и вынужден был провести вне игры чуть больше месяца. Он вернулся на поле 27 января 2009 года в победном поединке с «Вест Бромвич Альбион» (0:5). В этом матче «Манчестер Юнайтед» установил рекорд английской Премьер-лиги, проведя 11 «сухих» матчей подряд. Впоследствии «Юнайтед» довёл свою серию до 14 матчей, из которых Рио провёл 8, пропустив остальные из-за травмы.
1 марта 2009 года Рио вышел на поле в финале Кубка футбольной лиги, «Манчестер Юнайтед» переиграл «Тоттенхэм» в серии послематчевых пенальти. В конце сезона «красные дьяволы» обеспечили себе третий чемпионский титул за три года и снова вышли в финал Лиги чемпионов. Фердинанд был включён в «команду года» в Премьер-лиге трижды подряд. 27 мая он сыграл 90 минут в финальном лигочемпионском матче против «Барселоны» на Олимпийском стадионе Рима. Каталонцы оказались сильнее — 2:0, и «Манчестер Юнайтед» не смог защитить главный клубный трофей Европы.
9 августа 2009 года, в первом матче сезона 2009/10, Фердинанд вышел в стартовом составе против «Челси» в матче за Суперкубок Англии. После ничейного основного времени (2:2) команда из Лондона оказалась сильнее в серии пенальти, манкунианцы реализовали лишь один удар из трёх попыток.
В середине сезона Рио пропустил несколько месяцев из-за обострения старой травмы спины. Он отсутствовал на поле начиная с конца октября и вернулся в состав «красных дьяволов» 23 января 2010 года в 23-м туре английской Премьер-лиги, когда «Юнайтед» дома разгромил «Халл Сити». В этом же матче произошёл скандальный инцидент: Фердинанд ударил рукой в лицо нападающего «Халла» Крэйга Фэгана. Рассмотрев данный эпизод, Дисциплинарный комитет ФА наложил на игрока «Манчестер Юнайтед» трёхматчевую дисквалификацию; после апелляции Рио её срок был увеличен до четырёх матчей. Следующий матч после вынесения вердикта ФА Фердинанд провёл лишь 16 февраля против «Милана» в 1/8 финала Лиги чемпионов. Последствия всё той же травмы не позволили Рио принять участие в финале Кубка лиги 28 февраля, в котором манкунианцы обыграли «Астон Виллу» со счётом 2:1 и защитили прошлогодний титул.
В оставшихся играх сезона Фердинанд регулярно выходил на поле, в том числе и в поединках Лиги чемпионов: «Манчестер Юнайтед» вылетел из турнира на стадии 1/4, уступив мюнхенской «Баварии» из-за двух выездных голов, забитых немцами на «Олд Траффорд». В Премьер-лиге «Манчестер» остановился на втором месте, а первое занял «Челси», опередив команду Алекса Фергюсона всего на одно очко.

#### 2010—2014
14 сентября 2010 года Рио сыграл 90 минут в домашней игре Лиги чемпионов против «Рейнджерс» (0:0). Это был его первый матч в сезоне 2010/11, Суперкубок Англии и стартовые встречи Премьер-лиги он пропустил из-за последствий травмы колена. В феврале 2011 года в гостях у «Вулверхэмптона» Фердинанд вновь травмировался, на этот раз повредив голень. Изначально сообщалось, что защитник выбыл на две недели, однако он вернулся к игре лишь 6 апреля, когда «Юнайтед» на «Стэмфорд Бридж» играл еврокубковый матч против «Челси».
В конце сезона «красные дьяволы» завоевали рекордный, 19-й титул чемпионов Англии, победив «Челси» 8 мая и став недосягаемыми для всех конкурентов по Премьер-лиге за 2 тура до конца чемпионата. Кроме того, «Манчестер Юнайтед» снова добрался до финала Лиги чемпионов, обыграв в плей-офф марсельский «Олимпик», «Челси» и «Шальке 04». В финале «Юнайтед» уступил «Барселоне», на этот раз со счётом 3:1.
Рио открыл сезон 2011/12 участием в манчестерском дерби в рамках Суперкубка Англии. Он, как и Видич, был заменён в перерыве при счёте 0:2 в пользу «Манчестер Сити». Во втором тайме «Юнайтед» забил три гола и одержал волевую победу, сохранив трофей у себя ещё на год. Фердинанд провёл большую часть сезона без травм, оставаясь, несмотря на не слишком удачную игру в Суперкубке, футболистом стартового состава. После травмы Неманьи Видича (декабрь 2011 года), которая вынудила серба пропустить половину сезона, партнёром Рио по центру обороны стал Джонни Эванс. Их выступление в паре высоко оценил сэр Алекс Фергюсон. «Манчестер Юнайтед» до последних минут сезона претендовал на чемпионский кубок Премьер-лиги и даже лидировал с отрывом от второго места в 8 очков, но в итоге уступил трофей «Сити» из-за худшей разницы забитых и пропущенных мячей при равенстве очков. В еврокубках манкунианцы не смогли повторить успехи последних лет, не выйдя из группы Лиги чемпионов и вылетев из Лиги Европы на ранней стадии плей-офф.
9 декабря 2012 года во время манчестерского дерби на «Этихад Стэдиум» (в середине сезона 2012/13) один из болельщиков «Манчестер Сити» бросил на поле монету, которая рассекла Фердинанду бровь, а другой выбежал на газон и направился к Рио, но был остановлен вратарём хозяев Джо Хартом. Беспорядки вызвал гол Робина ван Перси, забитый на последней минуте игры и принесший победу «Манчестер Юнайтед» (2:3). По итогам расследования ФА болельщик «горожан» Мэтью Стотт, выбежавший на поле, был отстранён от посещения футбольных матчей на три года.
12 мая 2013 года Фердинанд забил победный мяч в ворота «Суонси» в матче 37-го тура английской премьер-лиги. Этот гол стал для Рио первым за несколько лет; примечательно, что он был забит в последнем матче сэра Алекса Фергюсона на «Олд Траффорд» перед уходом на пенсию. К этому моменту «красные дьяволы» уже обеспечили себе очередной титул чемпионов Англии, который стал для Фердинанда шестым. Также в шестой раз он был включён в «команду года» английской Премьер-лиги.
23 мая Фердинанд заключил новый однолетний контракт с «Манчестер Юнайтед». После оформления всех деталей Рио заявил:
Я очень доволен, подписав новый контракт. Кто откажется играть в великолепной команде перед 75 тысячами зрителей каждую неделю? Это просто потрясающе, и я рад, что моя карьера в «Манчестер Юнайтед» продолжается. Сейчас можно будет полностью сконцентрироваться на выступлениях за клуб, что уже помогло мне в последние несколько лет.
Оригинальный текст (англ.)I am delighted to have signed a new contract. Who wouldn’t want to play in this fantastic team in front of 75,000 fans each week, it has been an incredible journey and I am glad it will continue. I can now fully concentrate on my club career, which has worked well for me over the past few years.
Фердинанд сыграл первый матч в сезоне 2013/14 17 августа 2013 года, когда «Манчестер Юнайтед» на выезде победил «Суонси» (1:4). Командой руководил новый наставник, Дэвид Мойес, и вместе с ним манкунианцы не смогли показать привычно высокие результаты, заняв лишь 7-е место в чемпионате. Рио выбыл на месяц осенью 2013 года из-за травмы паха, а в самом начале 2014-го он повредил колено во время кубкового поединка со «Суонси» и не играл до февраля. Фердинанд восстановился к старту плей-офф Лиги чемпионов и принял участие в матчах против «Олимпиакоса» и первой игре 1/4 финала против «Баварии» (1:1 на «Олд Траффорд»), но не попал в состав на ответный матч по решению Мойеса. Позднее Рио признался, что этот момент был «низшей точкой» в его выступлениях за «Юнайтед».
12 мая 2014 года «Манчестер Юнайтед» объявил, что Фердинанд покинет команду летом в связи с окончанием контракта.

### «Куинз Парк Рейнджерс»
17 июля 2014 года Рио Фердинанд подписал однолетний контракт с лондонским «Куинз Парк Рейнджерс» на правах свободного агента. Рио дебютировал за новый клуб 16 августа, «обручи» уступили «Халл Сити» в первом туре английской Премьер-лиги со счётом 0:1. По окончании сезона 2014/15 «Куинз Парк Рейнджерс», покинувший Премьер-лигу, объявил о непродлении контрактов с шестью футболистами, среди которых оказался и Фердинанд. 30 мая 2015 года в интервью BT Sport Фердинанд сообщил о завершении профессиональной карьеры игрока.

## Карьера в сборной
Рио Фердинанд дебютировал за сборную Англии 15 ноября 1997 года в матче против сборной Камеруна. Он стал самым молодым защитником, когда-либо игравшим за «трёх львов» (на тот момент Рио было 19 лет и 8 дней). Фердинанд сыграл на трёх чемпионатах мира, но ни разу не принимал участия в чемпионате Европы: в 2004 году ему помешала дисквалификация, а в 2008 — непопадание англичан на Евро. Всего за национальную сборную провёл 81 матч и забил 3 мяча.
5 февраля 2010 года, за несколько месяцев до чемпионата мира в ЮАР, главный тренер сборной Англии Фабио Капелло назначил Фердинанда капитаном команды, но перед самым началом мундиаля Рио получил травму колена и пропустил турнир. Капитаном «трёх львов» стал Стивен Джеррард.

В мае 2013 года Рио Фердинанд объявил о завершении карьеры в сборной Англии, заявив: 
«В 34-летнем возрасте понимаешь, что правильнее будет уступить дорогу молодым и сосредоточиться на клубной карьере. Сборная в отличном состоянии, в её рядах целая плеяда молодых талантливых игроков, что даёт хорошие перспективы на будущее. Для меня было большой честью представлять свою страну на самых разных уровнях, начиная с юношеской сборной».

### Голы Фердинанда за сборную Англии
Голы (результаты) сборной Англии отмечены первыми.
| # | Дата             | Стадион         | Соперник  | Счёт | Итог матча | Турнир               |
| - | ---------------- | --------------- | --------- | ---- | ---------- | -------------------- |
| 1 | 15 июня 2002     | Ниигата, Япония | Дания     | 1:0  | 3:0        | ЧМ-2002              |
| 2 | 12 сентября 2007 | Уэмбли, Англия  | Россия    | 1:0  | 3:0        | Квалификация ЧЕ-2008 |
| 3 | 11 октября 2008  | Уэмбли, Англия  | Казахстан | 1:0  | 5:1        | Квалификация ЧМ-2010 |

## Достижения

### Командные достижения
Манчестер Юнайтед
- Чемпион английской Премьер-лиги (6): 2002/03, 2006/07, 2007/08, 2008/09, 2010/11, 2012/13
- Обладатель Кубка Футбольной лиги (2): 2005/06, 2008/09
- Обладатель Суперкубка Англии (4): 2003, 2007, 2008, 2011
- Победитель Лиги чемпионов: 2007/08
- Победитель Клубного чемпионата мира: 2008

Итого: 14 трофеев

### Личные достижения
- Игрок года «Вест Хэм Юнайтед»: 1998
- Игрок месяца английской Премьер-лиги: октябрь 2001
- Член «команды года» по версии ПФА (6): 2001/02, 2004/05, 2006/07, 2007/08, 2008/09, 2012/13
- Входит в состав символической сборной Европы по версии ESM: 2007/08
- Член «команды года» по версии FIFPro: 2007/08
- Введён в Зал славы английского футбола: 2016
- Награждён Орденом Британской империи за заслуги перед футболом и благотворительность: 2022
- Включён в Зал славы английской Премьер-лиги: 2023[104]

## Статистика выступлений
| Клуб                 | Сезон            | Лига | Лига | Кубок Англии | Кубок Англии | Кубок лиги | Кубок лиги | Еврокубки | Еврокубки | Прочие | Прочие | Итого | Итого |
| Клуб                 | Сезон            | Игры | Голы | Игры         | Голы         | Игры       | Голы       | Игры      | Голы      | Игры   | Голы   | Игры  | Голы  |
| -------------------- | ---------------- | ---- | ---- | ------------ | ------------ | ---------- | ---------- | --------- | --------- | ------ | ------ | ----- | ----- |
| Вест Хэм Юнайтед     | 1995/96          | 1    | 0    | 0            | 0            | 0          | 0          | 0         | 0         | 0      | 0      | 1     | 0     |
| Вест Хэм Юнайтед     | 1996/97          | 15   | 2    | 1            | 0            | 1          | 0          | 0         | 0         | 0      | 0      | 17    | 2     |
| Вест Хэм Юнайтед     | 1997/98          | 35   | 0    | 6            | 0            | 5          | 0          | 0         | 0         | 0      | 0      | 46    | 0     |
| Вест Хэм Юнайтед     | 1998/99          | 31   | 0    | 1            | 0            | 1          | 0          | 0         | 0         | 0      | 0      | 33    | 0     |
| Вест Хэм Юнайтед     | 1999/00          | 33   | 0    | 1            | 0            | 4          | 0          | 9         | 0         | 0      | 0      | 47    | 0     |
| Вест Хэм Юнайтед     | 2000/01          | 12   | 0    | -            | -            | 2          | 0          | 0         | 0         | 0      | 0      | 14    | 0     |
| Вест Хэм Юнайтед     | Итого            | 127  | 2    | 9            | 0            | 13         | 0          | 9         | 0         | 0      | 0      | 158   | 2     |
| Борнмут (аренда)     | 1996/97          | 10   | 0    | 0            | 0            | 0          | 0          | -         | -         | 1      | 0      | 11    | 0     |
| Борнмут (аренда)     | Итого            | 10   | 0    | 0            | 0            | 0          | 0          | 0         | 0         | 1      | 0      | 11    | 0     |
| Лидс Юнайтед         | 2000/01          | 23   | 2    | 2            | 0            | -          | -          | 7         | 1         | 0      | 0      | 32    | 3     |
| Лидс Юнайтед         | 2001/02          | 31   | 0    | 1            | 0            | 2          | 0          | 7         | 0         | 0      | 0      | 41    | 0     |
| Лидс Юнайтед         | Итого            | 54   | 2    | 3            | 0            | 2          | 0          | 14        | 1         | 0      | 0      | 73    | 3     |
| Манчестер Юнайтед    | 2002/03          | 28   | 0    | 3            | 0            | 4          | 0          | 11        | 0         | 0      | 0      | 46    | 0     |
| Манчестер Юнайтед    | 2003/04          | 20   | 0    | 0            | 0            | 0          | 0          | 6         | 0         | 1      | 0      | 27    | 0     |
| Манчестер Юнайтед    | 2004/05          | 31   | 0    | 5            | 0            | 1          | 0          | 5         | 0         | 0      | 0      | 42    | 0     |
| Манчестер Юнайтед    | 2005/06          | 37   | 3    | 2            | 0            | 5          | 0          | 8         | 0         | 0      | 0      | 52    | 3     |
| Манчестер Юнайтед    | 2006/07          | 33   | 1    | 7            | 0            | 0          | 0          | 9         | 0         | 0      | 0      | 49    | 1     |
| Манчестер Юнайтед    | 2007/08          | 35   | 2    | 4            | 0            | 0          | 0          | 11        | 1         | 1      | 0      | 51    | 3     |
| Манчестер Юнайтед    | 2008/09          | 24   | 0    | 3            | 0            | 1          | 0          | 11        | 0         | 4      | 0      | 43    | 0     |
| Манчестер Юнайтед    | 2009/10          | 13   | 0    | 0            | 0            | 1          | 0          | 6         | 0         | 1      | 0      | 21    | 0     |
| Манчестер Юнайтед    | 2010/11          | 19   | 0    | 2            | 0            | 1          | 0          | 7         | 0         | 0      | 0      | 29    | 0     |
| Манчестер Юнайтед    | 2011/12          | 30   | 0    | 1            | 0            | 0          | 0          | 6         | 0         | 1      | 0      | 38    | 0     |
| Манчестер Юнайтед    | 2012/13          | 28   | 1    | 2            | 0            | 0          | 0          | 4         | 0         | 0      | 0      | 34    | 1     |
| Манчестер Юнайтед    | 2013/14          | 14   | 0    | 1            | 0            | 1          | 0          | 7         | 0         | 0      | 0      | 23    | 0     |
| Манчестер Юнайтед    | Итого            | 312  | 7    | 30           | 0            | 14         | 0          | 91        | 1         | 8      | 0      | 455   | 8     |
| Куинз Парк Рейнджерс | 2014/15          | 11   | 0    | 1            | 0            | 0          | 0          | 0         | 0         | 0      | 0      | 12    | 0     |
| Куинз Парк Рейнджерс | Итого            | 11   | 0    | 1            | 0            | 0          | 0          | 0         | 0         | 0      | 0      | 12    | 0     |
| Всего за карьеру     | Всего за карьеру | 514  | 11   | 43           | 0            | 29         | 0          | 114       | 2         | 9      | 0      | 709   | 13    |

## Вне футбола

### Личная жизнь
У Рио есть брат и три сестры со стороны отца, а также брат и сестра со стороны матери, после того, как она вновь вступила в брак. Один из его братьев, Энтон Фердинанд, играет на позиции защитника в «Саутенд Юнайтед», а его кузен Лес Фердинанд — бывший нападающий сборной Англии. 15 марта 2008 года было объявлено, что единокровный брат Рио, Джеремия, тренируется с основным составом «Манчестер Юнайтед» под наблюдением сэра Алекса Фергюсона.
24 июля 2006 года в Манчестере у Рио Фердинанда и его девушки Ребекки Эллисон родился сын Лоренц. Отдыхая с семьёй и друзьями в Лас-Вегасе в июле 2007 года, Рио сделал предложение Ребекке, на которое она ответила согласием. В августе 2008 года у пары родился второй ребёнок, мальчика назвали Тейт. Имена детей происходят из имени одного из любимых актёров супругов, Лоренца Тейта. 17 апреля 2011 года у Рио и Ребекки родилась дочь, которую назвали Тиа. 2 мая 2015 года стало известно, что жена Рио скончалась после непродолжительной борьбы с раком.
27 сентября 2019 года Рио женился во второй раз на Кейт Райт. 18 декабря 2020 года у пары родился сын Кри.

### Телевизионные выступления
В июне 2006 года, в день, когда сборная Англии проводила свой первый матч чемпионата мира против сборной Парагвая, Фердинанд дебютировал в качестве телеведущего. В программе Rio's World Cup Wind-Ups защитник сборной Англии разыграл ряд своих партнёров, включая Уэйна Руни, Дэвида Бекхэма и Гари Невилла. Планировалось снять дополнительные серии под названием Rio’s All-Star Wind-Ups, однако от этой идеи пришлось отказаться в связи с неприятными инцидентами, случившимися на съёмках.
Сообщается также, что Фердинанд занимается съёмками документального фильма об убийстве нигерийского школьника Дамилолы Тейлора. Фердинанд вырос неподалёку от места, где в 2000 году был убит 10-летний мальчик. Планируется, что это будет первый фильм из серии сюжетов, режиссируемых Фердинандом, которые будут сняты с целью убедить молодёжь не принимать участие в криминальных группировках.

### Звукозаписывающий лейбл
В 2005 году Фердинанд вместе со своим старым школьным приятелем основал звукозаписывающий лейбл White Chalk Music. На настоящее время с данным лейблом работают двое музыкантов: Melody Johnston и Nia Jai, причём последний выпустил альбом 6 октября 2008 года, в котором Фердинанд читает рэп.

### Благотворительный фонд
Будучи известным футболистом, Фердинанд, выросший в одном из неблагополучных районов Лондона, основал благотворительную организацию Live the Dream Foundation, призванную помочь подросткам реализовать себя в спорте или искусстве. В 2009 году в одном из мероприятий Live the Dream Foundation принял участие премьер-министр Великобритании Гордон Браун. В 2014 году из-за претензий на торговую марку Live the dream со стороны Kathmandu Limited фонд был переименован в Rio Ferdinand Foundation

### Нарушения ПДД
Фердинанд совершил ряд нарушений правил дорожного движения и лишался прав пять раз. Чаще всего Рио наказывали за превышение скорости: например, в мае 2005 года он ехал на автомобиле со скоростью 170 км/ч, за что был оштрафован на 1500 фунтов. Самый известный случай произошёл в 1997 году, когда Рио обвинили в вождении автомобиля в состоянии алкогольного опьянения, что вынудило главного тренера сборной Англии Гленна Ходдла исключить его из заявки на игру отборочного этапа чемпионата мира, которая должна была стать дебютом Фердинанда за основную сборную Англии.
12 сентября 2012 года Рио Фердинанд был лишён водительских прав на 6 месяцев. Это произошло после того, как камеры наружного наблюдения зафиксировали превышение скорости с его стороны трижды за пять недель.

### Гомофобные высказывания
В октябре 2006 года Фердинанд оказался в центре скандала, в прямом эфире назвав диджея BBC Radio 1 Криса Мойлеса «педиком», спустя всего несколько дней после того, как его одноклубник Пол Скоулз также назвал диджея «геем со смешной причёской». Мойлес шутя спросил Фердинанда: «Если бы тебе пришлось выбирать, с кем идти на свидание, кого бы ты выбрал: Смаджера или Сколзи?», имея в виду Алана Смита и Пола Скоулза соответственно. Фердинанд ответил: «Я не хочу об этом задумываться, мне это не интересно, обсуждать свидания с фриками», а когда Мойлес признался, что он всегда бы предпочёл Смита, Фердинанд ответил: «Ты пидор». После этого он извинился за свои слова, заявив: «Я не гомофоб».

### Расистские высказывания
В августе 2012 года Дисциплинарная комиссия ФА оштрафовала Рио Фердинанда на 45 тысяч фунтов за запись в твиттере об игроке лондонского «Челси» Эшли Коуле. Фердинанд ретвитнул чужую запись, где Коула назвали «мороженым в шоколаде» (англ. choc-ice); на британском сленге означает «чёрный снаружи, белый внутри». Поводом послужило судебное разбирательство между Энтоном Фердинандом и Джоном Терри, во время которого Коул дал показания в пользу Терри.